# Aina Cook
Aina Elison Cook (ur. 31 marca 1990) – malgasko-amerykańska piosenkarka. Pierwotnie rozwinęła swoją karierę jako wokalistka pop na Madagaskarze, ostatecznie zwracając się w stronę takich gatunków jak blues, jazz i soul. Członkini Aina Cook Band.
Urodziła się jako córka Amerykanina i Malgaszki. W wieku 13 lat wzięła udział w przesłuchaniu do konkursu wokalnego Pazzapa, który urósł do rangi najpopularniejszego tego typu programu w kraju. Po wygraniu pierwszej edycji Pazzapa w 2003 r. odniosła sukces na Madagaskarze, nagrywając dwa albumy muzyczne oraz koncertując w kraju i za granicą. Współpracowała z kompozytorem Donatem Rasamimananą, który napisał utwory z jej debiutanckiego albumu. Singiel „Tantara taloha” zajął pierwsze miejsce na krajowych listach przebojów, przynosząc piosenkarce nagrody w kategoriach wokalistka roku (nagrody RDJ) i teledysk roku (nagrody RTA). Również utwór „Izy nisaona” okazał się sukcesem, zyskując status przeboju 2008 roku.
Po ukończeniu szkoły średniej przeprowadziła się do Stanów Zjednoczonych w celu podjęcia studiów na Uniwersytecie Missouri w Columbii. Była związana z różnymi formacjami muzycznymi, takimi jak Chickawa, Dig-nitty i AKA Voodoo Woman.

## Dyskografia
Albumy studyjne
- 2004: Aina[4][8]
- 2007: Tsy hanam-pahataperana[10][11]